# Earthworm Jim
Az Earthworm Jim run and gun videójáték, amelyet Doug TenNapel talált ki. Számos játék, akciófigura, és egy rajzfilmsorozat is készült belőle. Főszereplője Earthworm Jim ("Giliszta Jim"), egy földigiliszta, akire az űrből rázuhant egy szuper robotruha (Super Suit), és így szuperhőssé vált.

## Történet
A játék története Texasban kezdődik azzal, hogy egy varjú egy gilisztát próbál elkapni. Közben Texas fölött, az űrben, egy Psy-Crow ("Pszichovarjú") nevű galaktikus fejvadász éppen Professor Monkey-for-a-Head ("Majomfej professzor") találmányát, a Super Suit-ot viszi úrnőjének, az Insectika bolygó királynőjének, a gonosz Queen Slug-for-a-Buttnak. Ekkor azonban feltűnik Major Mucus, egy bolygó ura, akinek szintén a ruhára fáj a foga. Tűz alá veszi Psy-Crow űrhajóját, amelyből a harc hevében kiesik a ruha, és egyenesen a gilisztára pottyan. Ettől az hat láb magasra nő és növeszt négy (gilisztamértékkel) hiperintelligens agyat. Így születik meg Earthworm Jim, aki elindul, hogy megmentse Princess What's Her Name-t ("Hogyishívják hercegnőt")...

## Játékmenet
Minden pálya két részből áll. Az első mászkálós-lövöldözős jellegű: Jimnek végig kell mennie a pályán és lelőni az útjába kerülő ellenségeket. Jim egyébként saját magát ostornak is használhatja, ilyenkor a szuperruha távirányítással csattogtatja. Az ostor sok mindenre használható az ellenségek megölésétől a kampókon való megkapaszkodásig és hintázásig. Minden pályán két főellenség található, egy úgy a közepe táján, és egy a legvégén. Ezek után következik a második rész, amely az "Andy Asteroids" névre hallgat, és valójában egy Psy-Crow-val folytatott űrverseny. Ha Psy-Crow győz, a következő pályára lépés előtt szemtől szemben is meg kell küzdeni vele.

## Szereplők

### Earthworm Jim
Earthworm Jim egy földigiliszta, akit a Super Suit (gilisztamértékkel) hiperintelligens lénnyé tett. A sorozatban megjelent összes videójáték és a rajzfilmsorozat főszereplője. Állandó feladatának tekinti, hogy megmentse Hogyishívják hercegnőt. Jim felszerelése a Super Suit-on kívül magában foglal egy lézerpisztolyt, egy zsebben hordható űrmotort és egy nyálkás lényt, Snott-ot ("Takonyká"-t). Jellegzetes felkiáltása a "Groovy!" ("Klassz!")